# Gamelia septentrionalis
Gamelia septentrionalis är en fjärilsart som beskrevs av Eugène Louis Bouvier 1936. Gamelia septentrionalis ingår i släktet Gamelia och familjen påfågelsspinnare. Inga underarter finns listade i Catalogue of Life.